# التاريخ العسكري لتركيا
يعد هذا التأريخ العسكري لتركيا هو تأريخ القوات المسلحة التي أنشئت في ظل تركيا بدءًا من حرب الاستقلال التركية.

## حرب الاستقلال

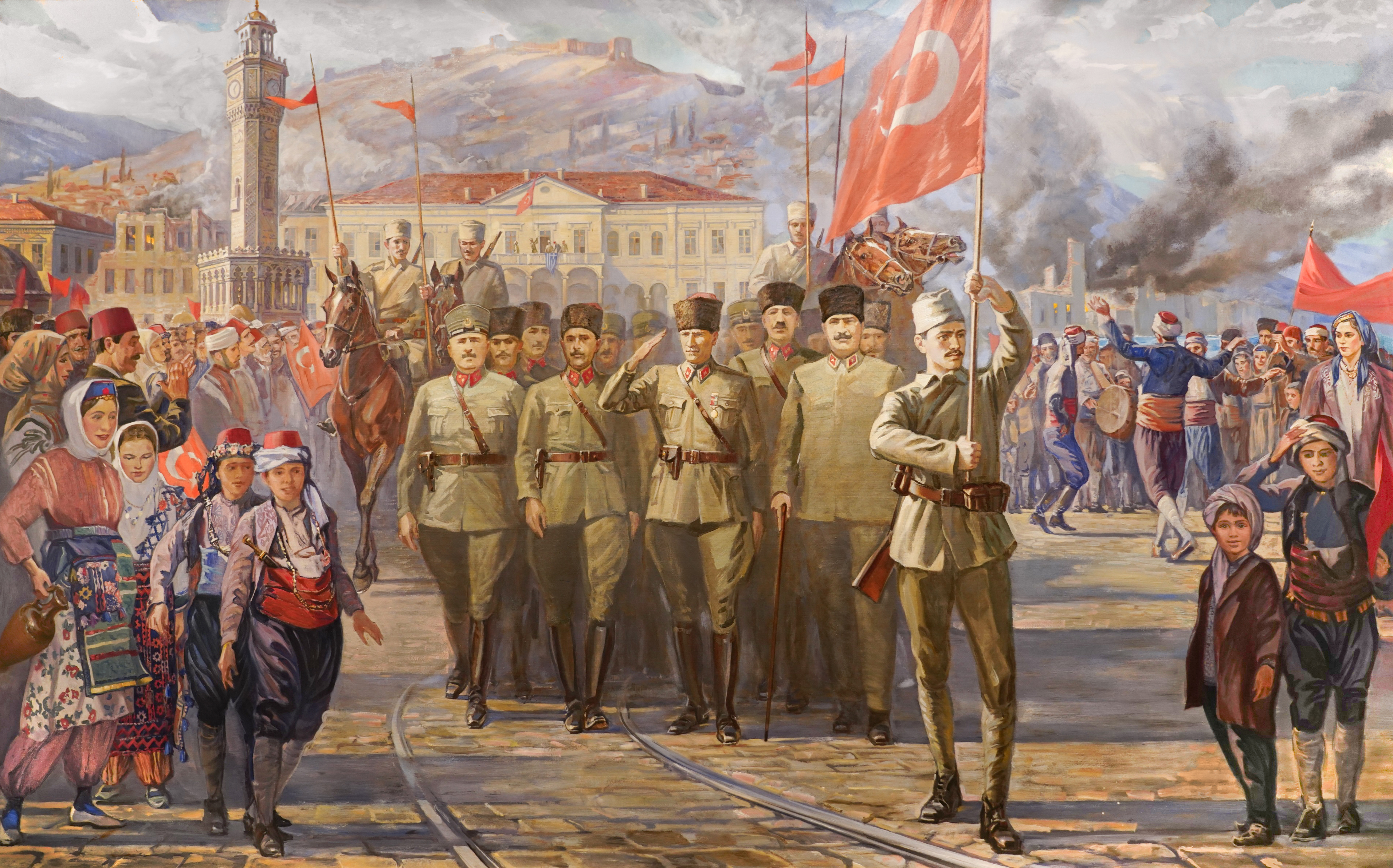
تحرير أزمير في عام (1922) ختم الأنتصار التركي على أرض الواقع وأنهى حرب الأستقلال التركية.

رفض الثوار الأتراك معاهدة سيفر (1920)، التي تركت سيطرة الحكومة العثمانية على الأناضول أقل بكثير مما تسيطر عليه تركيا الحديثة. بعد انتصار قوات أتاتورك في حرب الاستقلال، استُبدلت معاهدة سيفر بمعاهدة لوزان (1923)، التي منحت اعترافًا دوليًا لحكومة أنقرة بدلا من الحكومة العثمانية في إسطنبول.

## الحرب العالمية الثانية
سنة 1938، تألف الجيش التركي في وقت السلم من 174 ألف جندي و20 ألف ضابط، يشكلون 11 فيلقًا في الجيش و23 فرقة ولواء مدرع واحد و3 ألوية من سلاح الفرسان و7 قيادات حدودية. ومثل معظم الدول في ذلك الوقت التي كانت غير مجهزة في المقام الأول بأسلحة فترة الحرب العالمية الأولى. وكانت البنادق المستخدمة خليطًا يضم ماوسيز ومانلشيرز ولي إنفيلد ومارتيني وليبلز وغيرها. في فبراير 1940، أشارت وزارة الخارجية البريطانية إلى ما يلي: «يعاني الجيش التركي نقصًا شديدًا في البنادق وقد طلب منا تزويده بمئة وخمسون ألف بندقية».

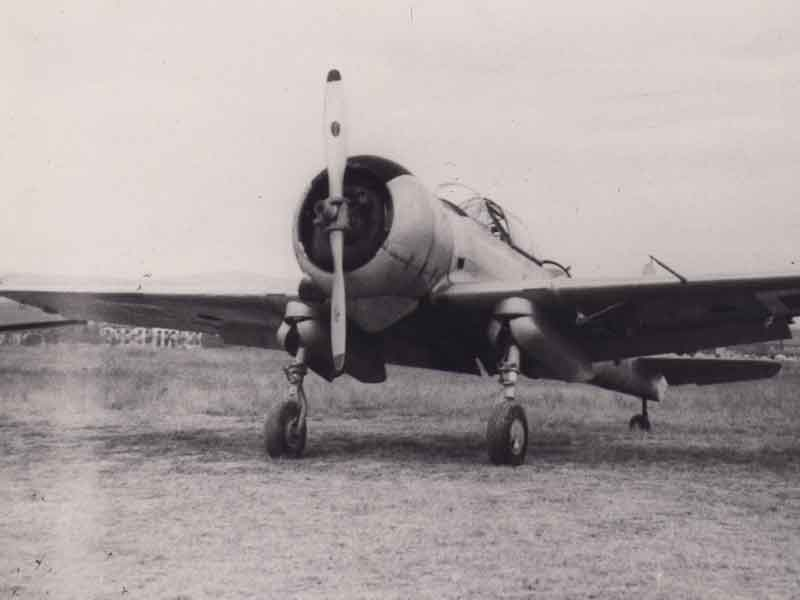
طائرة تركية من طراز كورتيس فالكون سي دبليو 22 خلال فترة الأربعينيات من القرن العشرين.

كان لسلاح الجو التركي 131 طائرة خط أول سنة 1937، كان نصفها فقط حديثة تقريبًا. أملت تركيا في زيادة حجم أسطولها إلى 300 بحلول عام 1938. مع أن تركيا كانت تمتلك 300 طيار مدرّب، صُنف معظمهم على القدرة المعتدلة للطيران في الطقس السيئ في القوة الجوية في أوروبا الغربية. سنة 1942، إرنست فيليبس في عمله الأمل الأخير: في دراسة استقصائية واقعية لمنطقة الحرب في الشرق الأوسط والموقف الاستراتيجي الحيوي لتركيا: «إذا شن الألمان هجومًا كاملًا في هذه المنطقة، يمكنهم أن يجلبوا طائرات في الجو أكثر مما يمكن أن يجمعه الأتراك، وإذا أرسلنا الكثير من ليبيا لمساعدة تركيا، سيكون الضعف هناك لدرجة أننا سنواجه صعوبات على الجانب الآخر من السويس». في بداية الحرب العالمية الثانية كانت القوات الجوية التركية تتألف من 370 طائرة من جميع الأنواع و 450 طيارًا و8000 رجل. أرسلت تركيا خلال الحرب طيارين إلى بريطانيا العظمى لأغراض التدريب. ومن المعروف أن 14 منهم ماتوا في بريطانيا العظمى. أسقطت القوات الألمانية أحدهم خلال رحلة التدريب في المجال الجوي البريطاني، ومات الباقون في حوادث. وذكرت ابنة قائد القوات الجوية السابق أمين البكايا، الذي كان قد أرسل إلى بريطانيا للتدريب خلال الحرب، أنها وجدت شيئًا مذهلًا خلال فحص يوميات والدها في زمن الحرب. لقد كتب: «لقد أخبروني بأنني مستعد للذهاب إلى برلين. وعدت من القصف في الساعة السادسة صباحًا.  لقد كنت متعبًا». كانت هناك بعض الادعاءات بأن الطيارين الأتراك الذين كانوا في بريطانيا لتلقي التدريب خلال الحرب العالمية الأولى، قاموا بمهام قصف برلين. غير أن مسؤولي هيئة الأركان العامة التركية أكدوا أن طياريهم لم يكلفوا قط بالتحليق النشط في الحرب والقصف الجوي. ربما كان البكايا يشير إلى الركوب في رحلة على متن طائرة يقودها طاقم متحالف، التي قام فيها بدور المراقب وليس بدور قتالي.

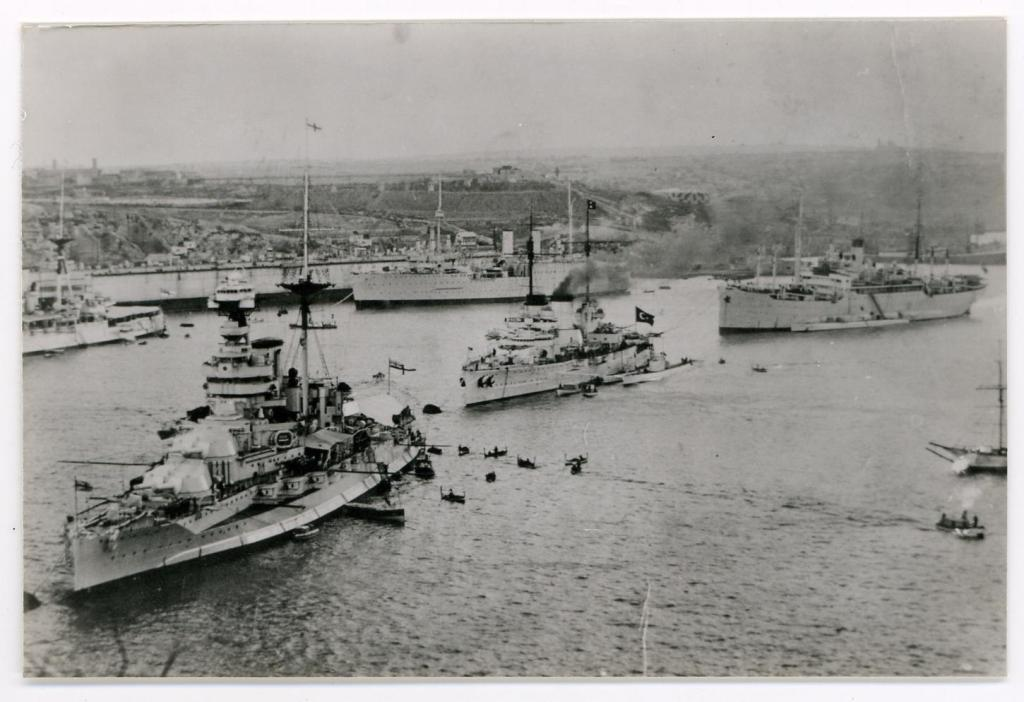
الأسطول التركي في مالطا عام 1936, قبل الحرب العالمية الثانية.كانت البحرية أضعف القوات المسلحة الثلاث عند اتدلاع الحرب

كانت البحرية التركية من أضعف الخدمات. وتألفت من طرادة حربية قديمة باسم يافوز -جوبن سابقًا- وأربع مدمرات و5-6 غواصات وطرادين خفيفين وثلاث كاسحات ألغام وزورقين حربيين وثلاثة طوربيدات ذات محركات وأربع طبقات ألغام وسفينة مسح واحدة. وكان قوام الأفراد نحو 800 ضابط و 4000 رجل. كانت البحرية تفتقر إلى جميع الأجهزة الحديثة للدفاع عن السواحل والمواني، والسفن غير قادرة على الدفاع عن نفسها ضد الهجمات الجوية. في أثناء المفاوضات الأنجلو تركية في سبتمبر 1939 أُتفق على ائتمان عسكري بمبلغ 25 مليون جنيه إسترليني. ذكرت رسالة وزارة الدفاع التركية إلى هيئة الأركان العامة التركية بتأريخ 22.03.1940 أن الجيش التركي كان من المقرر زيادته إلى مليون و300 ألف، تشكل من 14 فيلقًا عسكريًا و41 فرقة مشاة وثلاث فرق من الفرسان وسبعة مواقع محصنة ولواء مدرع واحد. ومع ذلك، جاء في الرسالة: «لم تمكنّا الإصلاحات المادية من توفير ونقل هذا العدد الكبير من القوات».